# Karl Josef von Schimonsky
Karl Josef von Schimonsky – pierwszy udokumentowany landrat powiatu raciborskiego w latach 1743–1759.
Karl Josef von Schimonsky był panem Brzeźnicy, Sudoła i Wysokiej. Na urząd landrata powiatu raciborskiego został powołany 19 lutego 1743 roku. Uroczyste objęcie urzędu nastąpiło dopiero 20 marca 1743 roku. Wtedy też otrzymał instrukcję według której miał się kierować przy wypełnianiu swojej funkcji. Posiadała ona 23 punkty i mówiła m.in. o prowadzeniu odpowiedzialnych działań, które miały zapewnić wzrost liczby ludności w powiecie, o zapobieganiu pożarom i powodziom oraz działanie mające na celu właściwe zagospodarowanie pól we wsiach znajdujących się w powiecie. 
Nowo powołanemu landratowi na terenie powiatu podlegał komisarz do spraw ekwipunku wojskowego, 2 deputowanych, fizyk powiatowy, poborca podatkowy, taksator oraz kilku dragonów.
Karl Josef von Schimonsky pełniąc swoją funkcję musiał stale przebywać na terenie powiatu, by wyjechać poza jego granice musiał uzyskać pisemną zgodę kamery we Wrocławiu. Ponadto musiał przebywać stale z rodziną w siedzibie landrata, która mieściła się wówczas przy placu Zborowym. 20 sierpnia 1750 roku otrzymał pisemne podziękowanie od kamery za przestrzeganie jej wymogów i zaleceń. Jednak w 1759 roku Karl Josef von Schimonsky zrezygnował z pełnionej funkcji by móc swobodnie zarządzać swoimi dobrami. Jego żoną była Karolina Gruttschreiber. Był ojcem Emmanuela von Schimonsky, biskupa wrocławskiego w latach 1823–1832.